# Sésamine
La sésamine est un lignane extrait de l'écorce de Zanthoxylum et de l'huile de sésame. Sa dégradation par la flore intestinale donne de l'entérolactone, un autre lignane, agissant comme un phytoestrogène éliminé par l'organisme avec une demi-vie de moins de six heures.